# Kavrepalanchok (district)

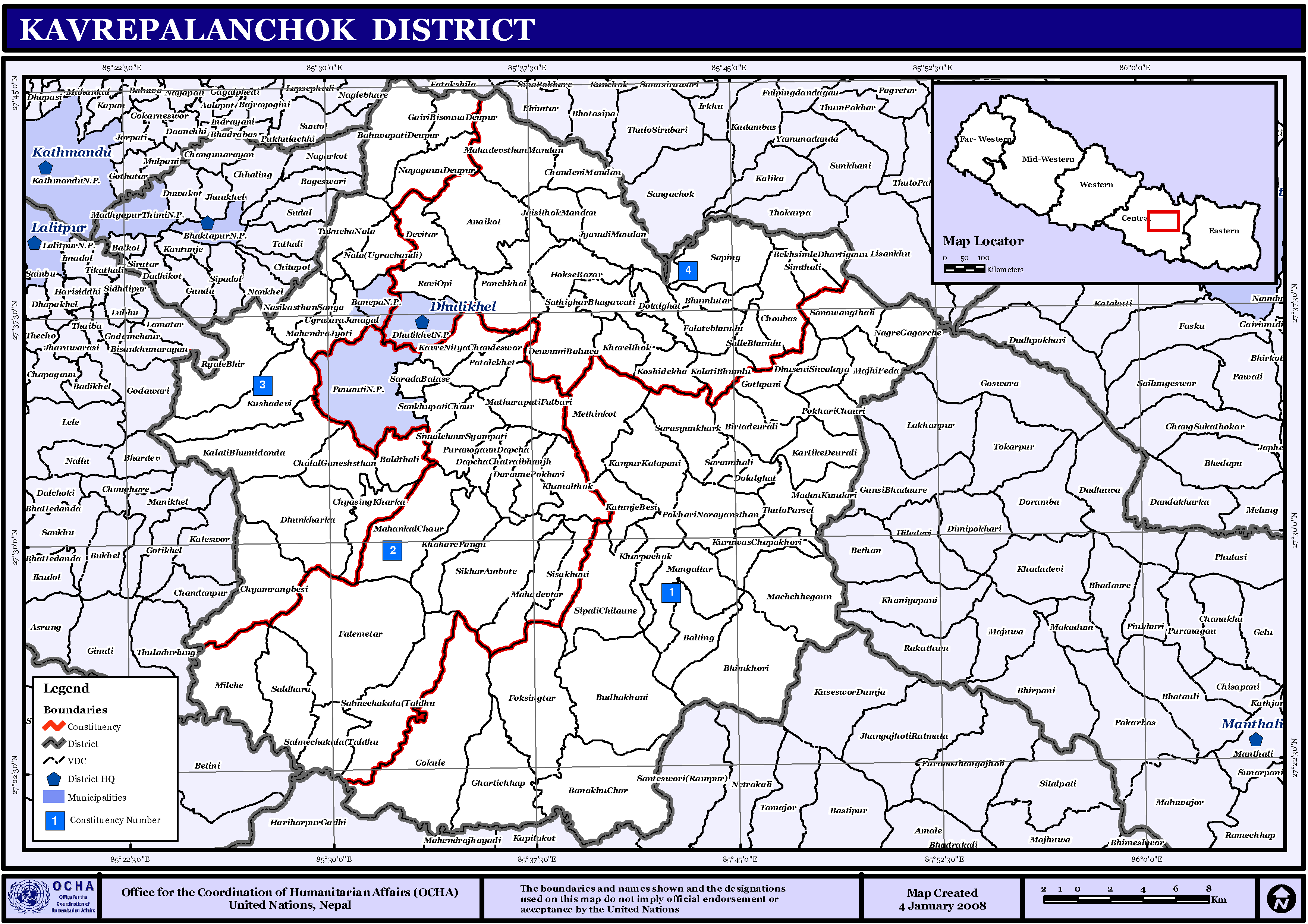
Kaart van Kavrepalanchok

Kavrepalanchok (Nepalees: काभ्रेपलान्चोक) is een van de 75 districten van Nepal. Het district is gelegen in de bestuurlijke zone Bagmati en de hoofdstad is Dulikhel.

## Stedenendorpscommissies[2][3]
- Stad: Nepalees: nagarpalika of N.P.; Engels: municipality;
- Dorpscommissie: Nepalees: panchayat; Engels: village development committee of VDC.

- Steden (3): Banepa, Dulikhel, Panauti.
- Dorpscommissies (87): Anaikot (of: Anekot), Baldthali, Balting, Baluwapati Deupur, Banakhu Chor, Bekhsimle Dhartigaun (of: Bekhsimle Ghartigaun), Bhimkhori, Bhumultar (of: Bhumlutar), Birtadeurali, Bolde Fediche, Budhakhani, Chalal Ganeshsthan, Chandeni Mandan, Choubas, Chyamrangbesi, Chyasing Kharka, Dandagaun, Dapcha Chatraibhanjha (of: Dapcha Chatrebhanjh), Daraune Pokhari, Deuvumi Baluwa (of: Dewabhumi Baluwa), Devitar, Dhunkharka, Dhuseni Siwalaya, Dolalghat, Falate Bhulmu, Falemetar, Foksingtar, Gairi Bisouna Deupur, Ghartichhap, Gokule, Gothpani, Hokse Bazar, Jaisithok Mandan, Jyamdi Mandan, Kalati Bhumidanda, Kanpur Kalapani, Kartike Deurali, Katunje Besi, Kavre Nitya Chandeswor, Khahare Pangu, Khanakthok (of: Khanalthok), Kharelthok, Kharpachok, Kolati Bhumlu, Koshidekha, Kuruwas Chapakhori, Kushadevi, Machchhegaun, Madan Kundari, Mahadevsthan Mandan, Mahadevtar, Mahankal Chaur, Mahendra Jyoti, Majhi Feda, Mangaltar, Mathurapati Fulbari, Methinkot, Milche, Nagre Gargarche (of: Nagre Gagarche), Nala (Ugrachandi) (of: Ugrachandi Nala), Nasikasthan Sanga, Nayagaun Deupur, Panchkhal, Patalekhet, Pokhari Chauri, Pokhari Narayansthan, Puranogaun Dapcha, Ravi Opi, Ryale Bhir (of: Ryale), Saaldhara (of: Saldhara), Salle Bhumlu, Samechakala (Taldhunga), Sankhupati Chour, Sanowangthali, Saping, Sarada Batase, Saramthali, Sarasyunkharka (of: Sarasyunkhark), Sathighar Bhagawati, Sikhar Ambote, Simalchour Syampati, Simthali, Sipali Chilaune, Sisakhani, Thulo Parsel, Tukucha Nala, Ugratara Janagal.

Achham · 
Arghakhanchi · 
Baglung · 
Baitadi · 
Bajhang · 
Bajura · 
Banke · 
Bara · 
Bardiya · 
Bhaktapur · 
Bhojpur · 
Chitwan · 
Dadeldhura · 
Dailekh · 
Dang · 
Darchula · 
Dhading · 
Dhankuta · 
Dhanusa · 
Dolkha · 
Dolpa · 
Doti · 
Gorkha · 
Gulmi · 
Humla · 
Ilam · 
Jajarkot · 
Jhapa · 
Jumla · 
Kailali · 
Kalikot · 
Kanchanpur · 
Kapilvastu · 
Kaski · 
Kathmandu · 
Kavrepalanchok · 
Khotang · 
Lalitpur · 
Lamjung · 
Mahottari · 
Makwanpur · 
Manang · 
Morang · 
Mugu · 
Mustang · 
Myagdi · 
Nawalparasi · 
Nuwakot · 
Okhaldhunga · 
Palpa · 
Panchthar · 
Parbat · 
Parsa · 
Pyuthan · 
Ramechhap · 
Rasuwa · 
Rautahat · 
Rolpa · 
Rukum · 
Rupandehi · 
Salyan · 
Sankhuwasabha · 
Saptari · 
Sarlahi · 
Sindhuli · 
Sindhulpalchok · 
Siraha · 
Solukhumbu · 
Sunsari · 
Surkhet · 
Syangja · 
Tanahu · 
Taplejung · 
Terhathum · 
Udayapur